# Грін Тауншип (округ Індіана, Пенсільванія)
Грін Тауншип (англ. Green Township) — селище (англ. township) в США, в окрузі Індіана штату Пенсільванія. Населення — 3414 особи (2020).

## Демографія
Згідно з переписом 2010 року, у селищі мешкало 3839 осіб у 1491 домогосподарстві у складі 1109 родин. Було 1670 помешкань
Расовий склад населення:
| - 98,5 % — білих - 0,2 % — чорних або афроамериканців - 0,1 % — корінних американців - 0,1 % — азіатів |

До двох чи більше рас належало 0,9 %. Частка іспаномовних становила 0,5 % від усіх жителів.
За віковим діапазоном населення розподілялося таким чином: 22,9 % — особи молодші 18 років, 62,5 % — особи у віці 18—64 років, 14,6 % — особи у віці 65 років та старші. Медіана віку мешканця становила 41,5 року. На 100 осіб жіночої статі у селищі припадало 103,6 чоловіків;  на 100 жінок у віці від 18 років та старших — 98,9 чоловіків також старших 18 років.
Середній дохід на одне домашнє господарство  становив 49 219 доларів США (медіана — 38 829), а середній дохід на одну сім'ю — 56 715 доларів (медіана — 51 729). Медіана доходів становила 43 125 доларів для чоловіків та 24 817 доларів для жінок. За межею бідності перебувало 16,6 % осіб, у тому числі 35,0 % дітей у віці до 18 років та 15,1 % осіб у віці 65 років та старших.
Цивільне працевлаштоване населення становило 1657 осіб. Основні галузі зайнятості: освіта, охорона здоров'я та соціальна допомога — 26,6 %, виробництво — 15,9 %, роздрібна торгівля — 9,8 %, будівництво — 8,3 %.